# Луиза Генриетта Нассау-Оранская
Луиза Генриетта Нассау-Оранская (нидерл. Louise Henriëtte van Nassau; 27 ноября 1627, Гаага — 18 июня 1667, Кёльн-на-Шпрее, Берлин) — нидерландская принцесса из Оранской династии, в замужестве курфюрстина Бранденбурга.

## Биография
Луиза Генриетта была старшей дочерью Фредерика Генриха Оранского и Амалии Сольмс-Браунфельсской. Она росла при дворе отца, который был штатгальтером Голландии, Зеландии, Утрехта, Гелдерна и Оверэйссела.

### Брак
Луизе Генриетте пришлось отказаться от своего возлюбленного Генриха Карла де ла Тремойля, принца Тальмана, сына Генриха де ла Тремойля, поскольку её мать хотела выдать её за короля. Однако попытки заключить помолвку с королём Англии Карлом II ни к чему не привели. В конце концов, она была вынуждена выйти замуж за Фридриха Вильгельма, курфюрста Бранденбурга (1620—1688), «Великого курфюрста». Свадьба состоялась 7 декабря 1646 года в Гааге в день девятнадцатилетия невесты.
Курфюршество Бранденбурга посчитало этот брак выгодным из-за связей с Оранским домом, который мог помочь Бранденбургу усилить своё влияние в Померании.

### Курфюрстина
Супруги жили в Клеве в первые годы брака, но в 1648 году переехали в Бранденбург. Луиза Генриетта всегда путешествовала со своим мужем во время его походов, инспекций, переезжая с ним между Гаагой, Кёнигсбергом, Берлином и Клеве в походах, инспекциях; она сопровождала его во время войн и на полях битв в Польше и Дании. Она была политическим советником своего мужа и описывалась как очень прагматичная женщина. Благодаря переписке с королевой Польши Марией Луизой Гонзагой ей удалось заключить союз с Польшей в обмен на признание Пруссии польской провинцией Бранденбурга. О ней говорили: «Немногие курфюрстины обладали таким большим влиянием».
У Луизы Генриетты был новый замок в голландском стиле, построенный в Бютцове в 1650—1652 годах, и называла его Ораниенбург, что и стало именем всего города в 1653 году. Она также участвовала в проектировании и разработке Люстгартена в Берлине. В 1663 году она установила первый в Европе шкаф для фарфора. В 1665 году она основала детский приют, вмещавший 24-х детей. Она была описана как действительно добрая и нежная женщина с острым умом: её советы были жизненно необходимы для её супруга, и их брак считался образцовым. Во время войны она приложила большие усилия, чтобы смягчить ущерб, нанесённый обществу.
В честь неё была названа протестантская религиозная община в монастыре Ленин.

## Дети
У Луизы Генриетты было шестеро детей:
- Вильгельм Генрих (21 мая 1648 — 24 октября 1649)
- Карл Эмиль (16 февраля 1655 — 7 декабря 1674), кронпринц Бранденбурга
- Фридрих I (17 июля 1657 — 5 февраля 1713), курфюрст Бранденбурга (Фридрих III, 1688—1701), король Пруссии с 1701
- Амалия (19 ноября 1664 — 1 февраля 1665)
- Генрих (19 ноября 1664 — 26 ноября 1664)
- Людвиг (8 июля 1666 — 8 апреля 1687), принц Бранденбурга; жена: с 1681 Людовика Каролина Радзивилл (1667—1695)

## Галерея

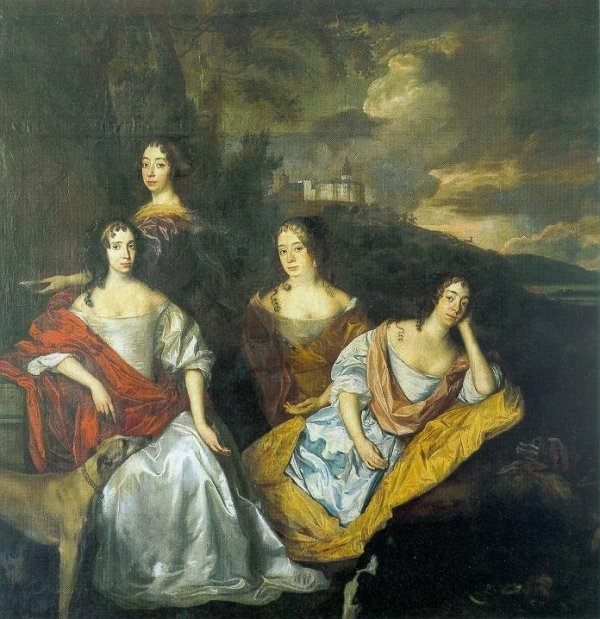
Луиза Генриетта с сёстрами
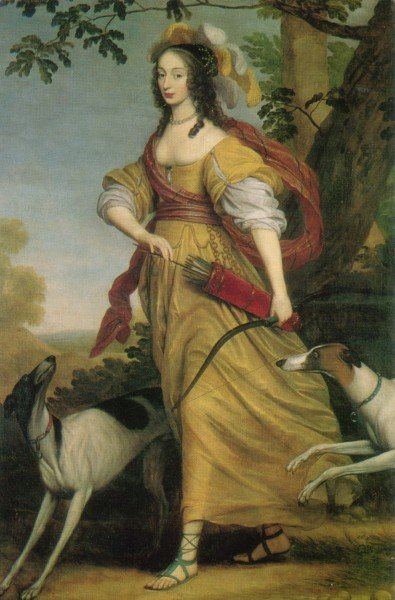
Луиза Генриетта Нассау-Оранская, 1643 год
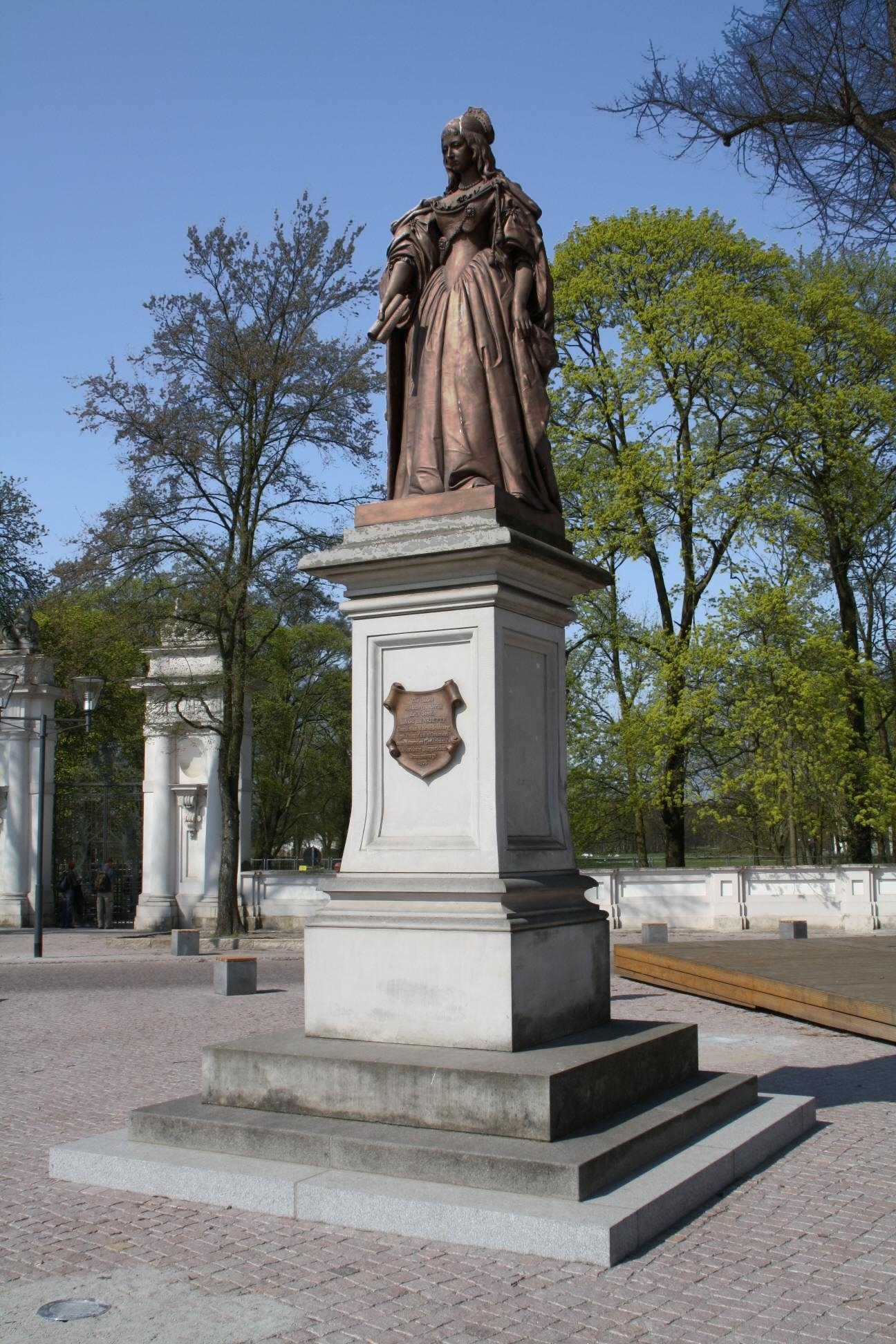
Памятник Луизе Генриетте скульптора Ф. В. Вольфа